# Mattel Auto Race

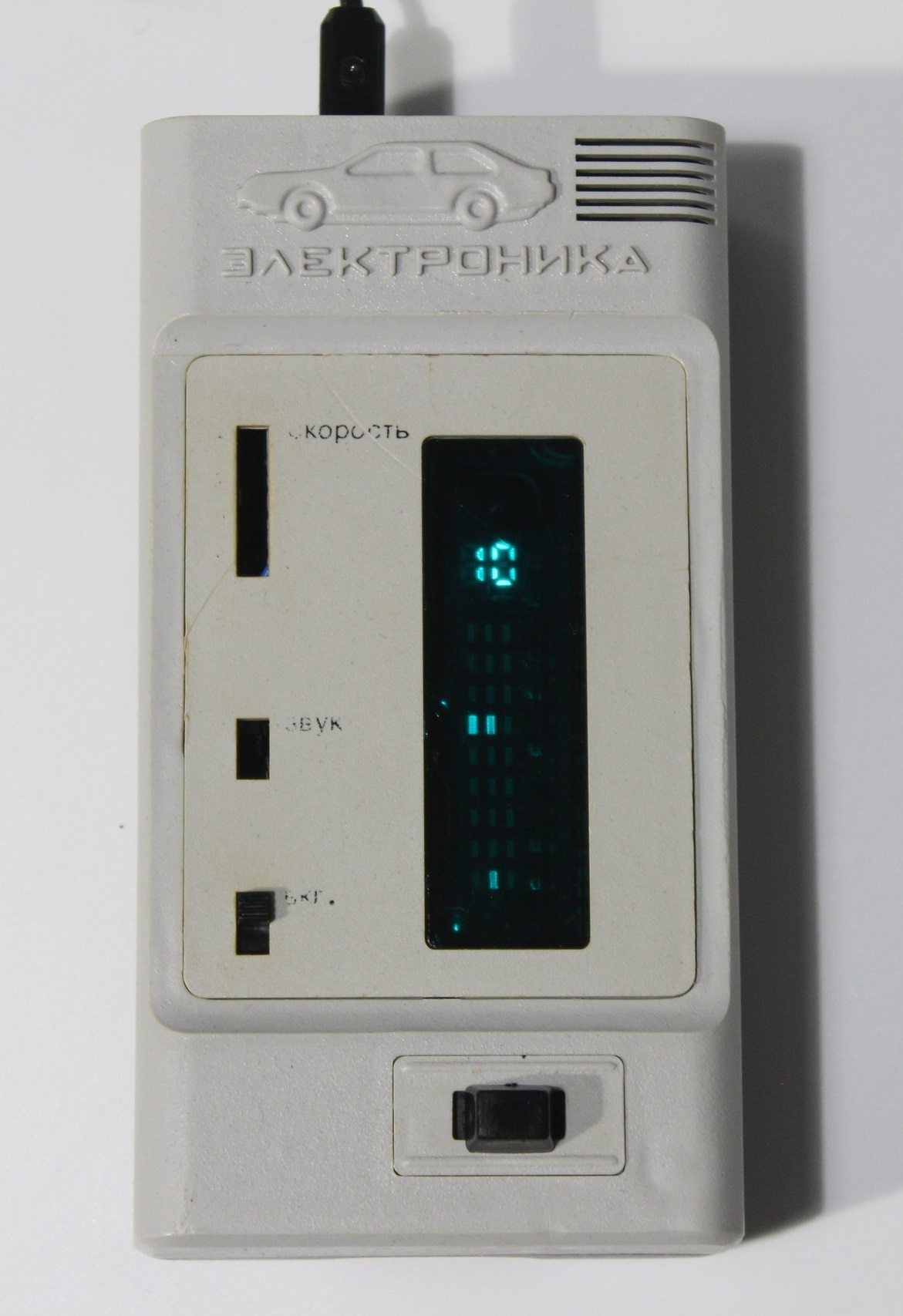
Elektronika IER-01

Das Mattel Auto Race (auch Mattel Electronics Auto Race, kurz meist Auto Race genannt) ist die erste Handheld-Konsole und wurde von Mattel unter der Marke „Mattel Electronics“ im Jahr 1976 veröffentlicht. Mit dem Mattel Auto Race ist lediglich ein vorinstalliertes, nicht austauschbares Videospiel spielbar. Eine Kopie der Konsole mit der Bezeichnung Elektronika IER-01 wurde in der Sowjetunion herausgebracht.

## Entwicklung
George J. Klose, Produktentwicklungsingenieur bei Mattel, entwickelte das Konzept, die Standard-Taschenrechner-Hardware neu zu definieren, um ein tragbares elektronisches Spiel zu erstellen, bei dem einzelne Anzeigesegmente als Blips verwendet werden, die sich auf dem Display „bewegen“ würden. Er entwarf das Gameplay für Mattel Auto Race, inspiriert von Autorennspielen, die in den 1970er Jahren in Videospielhallen üblich waren. Zunächst erstellte er einen Proof-of-Concept-Prototyp, der demonstrierte, wie sich ein Blip auf einem LED-Display bewegte, ohne einen Mikroprozessor zu verwenden, um die Genehmigung für die weitere Entwicklung von Mattel zu erhalten. Dann suchte er nach einem Hersteller, der eine Leiterplatte bereitstellte, die in ein kompaktes Gehäuse passte. Klose und sein Manager Richard Cheng wandten sich an die Microelectronics Division von Rockwell International, zu der Zeit ein führender Entwickler von Taschenrechner-Chips, um Mattel mit der Hardware zu versorgen und technischen Support zu leisten. Mark Lesser, Konstrukteur für Schaltkreise bei Rockwell International, nutzte die Gelegenheit, um die Software für Mattel Auto Race zu schreiben. Zunächst musste er einen vorhandenen Taschenrechner-Chip umgestalten, um ein Multiplexing-Schema für Bildschirmtreiber und einen speziellen Tontreiber für einen piezokeramischen Lautsprecher zu integrieren. Anschließend schrieb er das Programm in Assemblersprache und forderte es heraus, indem er es in die 512-Byte-ROM-Größe passte, die der Chip zuließ. Es gab keine Soundverarbeitungshardware, daher wurden die Sounds durch Umschalten des Lautsprechers in eingebetteten Timing-Loops innerhalb des Programms selbst erzeugt.

## Spielprinzip
In dem in der Konsole vorinstallierten Spiel geht es darum, in der Rolle eines Autorennfahrers möglichst schnell das Ziel in insgesamt vier Runden zu erreichen. Währenddessen zählt ein Zähler die benötigte Zeit. Der Spieler kann mithilfe eines Reglers, der am Gehäuse der Konsole angebracht ist, zwischen vier Gängen, die die Geschwindigkeit bestimmen, wechseln. Die Straße, auf dem das Rennen abläuft, hat drei Spuren, zwischen denen der Spieler mithilfe eines weiteren Reglers wechseln muss, um nicht von anderen Fahrzeugen getroffen zu werden.

### Spielfeld (Beispiel)
```
 3
_____
 | |
2| |
 | |
 |1|
2| |
 | |2
 | |
_____
```

#### Legende
1 = Fahrzeug des Spielers
2 = andere Fahrzeuge
3 = abgelaufene Zeit seit Spielbeginn in Sekunden (Zähler stoppt nach Erreichen des Ziels)

### Ergebnisse
Laut Punktetabelle in der Spielanleitung:
<30 Sek.: World Champion Driver
30-45 Sek.: Professional Driver
45-55 Sek.: Showing Potential
55-65 Sek.: Still an Amateur
65-75 Sek.: Stick To The Highways
>75 Sek.: Leave Car In Garage